# John Brackenborough
John Charles „Spider“ Brackenborough (* 9. Februar 1897 in Parry Sound, Ontario; † 8. Juli 1993 in Dunedin, Florida, USA) war ein kanadischer Eishockeyspieler, der im Verlauf seiner aktiven Karriere zwischen 1915 und 1926 unter anderem sieben Spiele für die Boston Bruins in der National Hockey League auf der Position des linken Flügelstürmers bestritten hat. Brackenborough besitzt mit 14 Buchstaben den längsten, zusammenhängenden Familiennamen eines Spielers, der jemals in der NHL aufgelaufen ist.

## Karriere
Brackenborough begann seine Karriere im Jahr 1915 bei den Ottawa Grand Trunk in der Ottawa City Hockey League, die aber nach nur einem Jahr durch die Einberufung zum Militär unterbrochen wurde. Erst nach der Ableistung des dreijährigen Militärdiensts kehrte der linke Flügelstürmer in den Eishockeysport zurück. Zunächst ging er aber der Saison 1919/20 ein Jahr lang für die Depot Harbour in der Northern Ontario Hockey Association, die folgenden beiden Spielzeiten für den Ligakonkurrenten North Bay Trappers.
Zur Saison 1922/23 wechselte Brackenborough zu den Hamilton Tigers in die Ontario Hockey Association. Dort gehörte er in den folgenden beiden Spieljahren zu den prägenden Figuren. In seinem ersten Jahr war er mit 20 Treffern bester Torschütze der Liga, im darauffolgenden mit zwölf Torvorlagen der beste Vorbereiter. Dennoch endete die Saison bei den Tigers mit einer schweren Verletzung. Ein Vorfall in einem Spiel gegen die University of Toronto Ende Februar 1924 führte dazu, dass der Stürmer auf dem rechten Auge erblindete. In der Folge verpasste er – auch aufgrund einer nicht erteilten Spielberechtigung – die gesamte Saison 1924/25, für die er innerhalb der OHA zu den Galt Terriers gewechselt war.
Seinen Karrierehöhepunkt feierte Brackenborough obgleich des Verlust seines rechten Auges in der Saison 1925/26, als er sieben Partien für die Boston Bruins in der National Hockey League bestritt. Diese hatten ihn als Free Agent verpflichtet. Der Kanadier fand jedoch nicht zu der Form vor seiner Verletzung zurück und entschied sich daher seine aktive Karriere im Alter von 29 Jahren vorzeitig zu beenden.
Brackenborough verstarb im Juli 1993 in Dunedin im US-Bundesstaat Florida im Alter von 96 Jahren.